# Рей (округ, Миссури)
Округ Рей (англ. Ray County) — округ штата Миссури, США. Население округа на 2009 год составляло 23 358 человек. Административный центр округа — город Ричмонд.

## История
Округ Рей основан в 1820 году.

## География
Округ занимает площадь 1476.3 км2.

## Демография
Согласно оценке Бюро переписи населения США, в округе Рей в 2009 году проживало 23 358 человек. Плотность населения составляла 15.8 человек на квадратный километр.